# Відмова двигуна на зльоті
Відмова двигуна на зльоті — це одна з найнебезпечніших ситуацій, які можуть статися в польоті.
У разі відмови двигуна під час зльоту літака перед пілотами виникає дві проблеми: погіршення льотних якостей і погіршення керованості літака. Також великий вплив на результат ситуації має час реакції пілота.
З усіх двигунів, встановлених на літаку, один чинить найбільш несприятливий вплив. Його називають критичним двигуном. На реактивних літаках це двигун найвіддаленіший від фюзеляжу (правий або лівий), а на літаках, де тяга забезпечується пропелерами (за їхнього обертання за годинниковою стрілкою) — це крайній лівий двигун. Якщо відмова двигуна призводить до втрати працездатності будь-якої важливої системи (наприклад, управління кермом напряму або гідросистема), що призводить до погіршення льотних характеристик або керованості літака на більшу величину, ніж просто розгортальний момент від двигуна, що відмовив, то критичним буде вважатися цей двигун. 

## Погіршення льотних якостей
У разі відмови двигуна в польоті погіршуються характеристики набору висоти, зменшується максимальна висота і дальність польоту через падіння наявної тяги двигунів і збільшеного опору повітря.

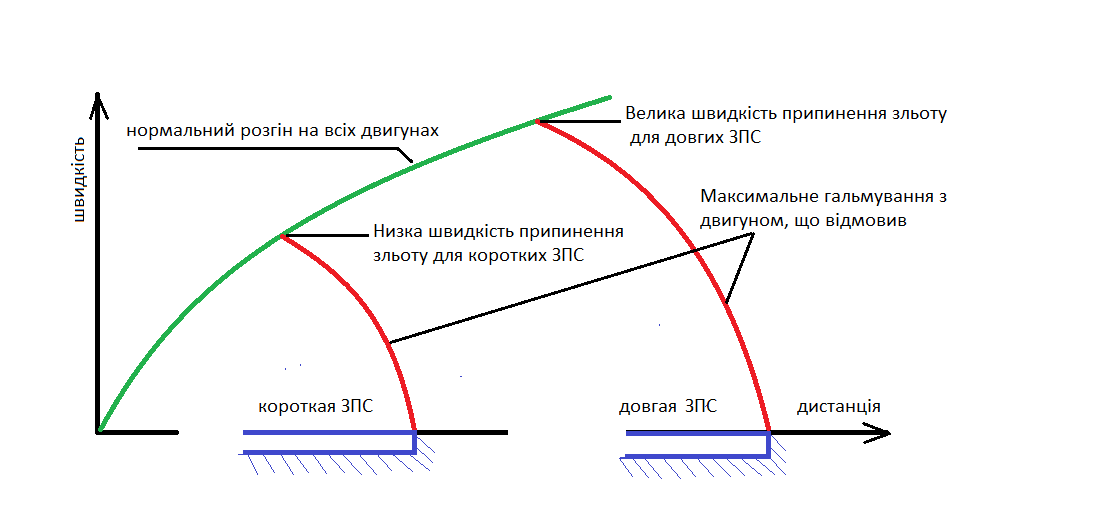
Залежність максимальної швидкості припинення зльоту від довжини ЗПС

Але вплив відмови двигуна під час зльоту має складніший характер. Залежно від швидкості руху літака в момент відмови двигуна пілот ухвалює рішення на припинення зльоту або на продовження зльоту з двигуном, що відмовив. У першій частині розбігу рішення буде на припинення зльоту. Величина швидкості, при досягненні якої пілот змінює своє рішення, залежить від льотних якостей літака і його керованості.

### Максимальна швидкість припинення зльоту
Розглянемо літак у певній конфігурації та з певною вагою. Для кожної злітно-посадкової смуги (ЗПС) існує максимальна швидкість, до якої літак може розігнатися за всіх двигунів, що працюють, потім відбувається відмова критичного двигуна, і потім із максимальними зусиллями він виконує повну зупинку на дальньому кінці ЗПС. Це максимальна швидкість припинення зльоту (refusal speed VREF). Вона відносно велика для довгих ЗПС і мала для коротких.
Під час розрахунку цієї швидкості необхідно переконатися, що не буде перевищено швидкість (maximum braking speed Vmb) , обмежену енергомісткістю гальм, щоб уникнути пожежі або пошкодження коліс шасі під час гальмування.

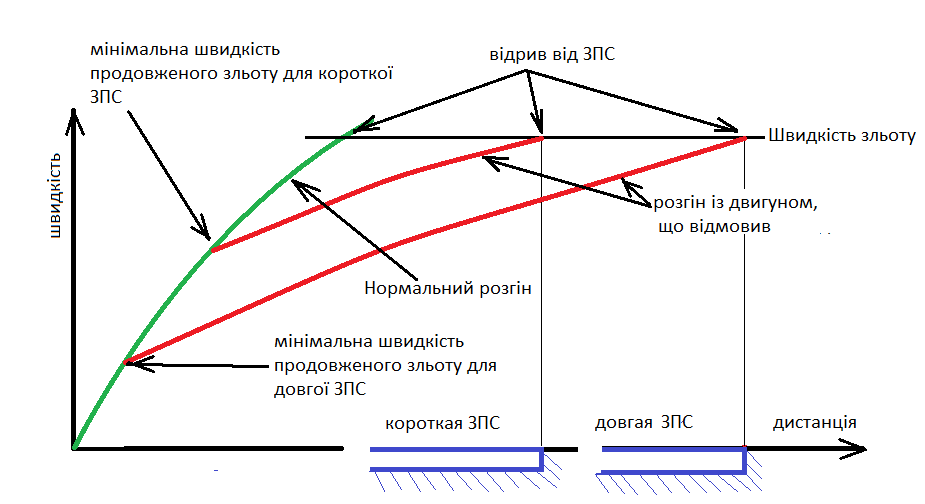
Залежність мінімальної швидкості продовженого зльоту від довжини ЗПС

### Мінімальна швидкість продовженого зльоту
Зараз розглянемо той самий літак, який робить спробу зльоту в тих самих умовах. Існує мінімальна швидкість, розігнавшись до якої з усіма справними двигунами, літак, зазнавши відмови критичного двигуна, зможе продовжити зліт і відірватися від ЗПС біля її далекого кінця. Ця швидкість, мінімальна швидкість продовженого зльоту (minimum-continue speed), має зворотну залежність від довжини ЗПС. Тобто вона мала для довгої ЗПС.
Діапазон швидкостей між мінімальною швидкістю продовженого зльоту і максимальною швидкістю перерваного зльоту визначає розмір запасу безпеки, що забезпечується під час зльоту з цієї ЗПС за даних умов.

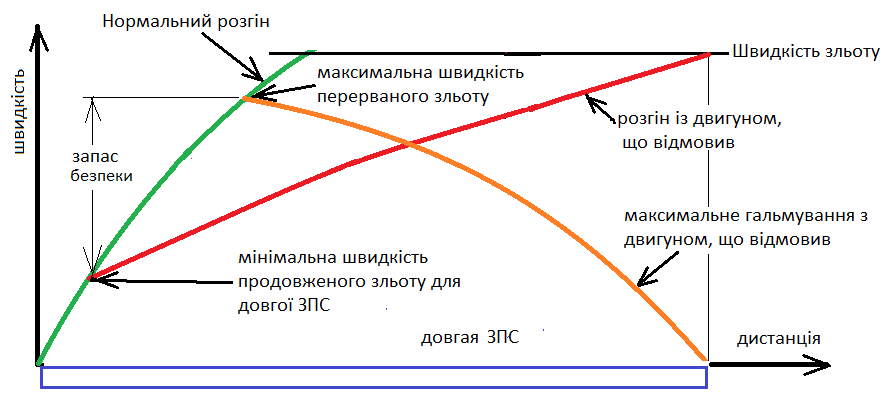
Запас безпеки під час зльоту

У сертифікаційних вимогах Certification Specifications EASA CS-25  пункт CS 25.109 Accelerate-stop distance вимагає під час розрахунку потрібної для зльоту довжини ЗПС до дистанцій розгону і гальмування додавати дистанцію, яку проходить літак протягом 2 секунд на швидкості  V1  (буде описано трохи пізніше). Це і є мінімальний запас безпеки. Тільки він виражений не в різниці швидкостей, а в додатковій дистанції, пройденій літаком між стадіями розгону і гальмування.

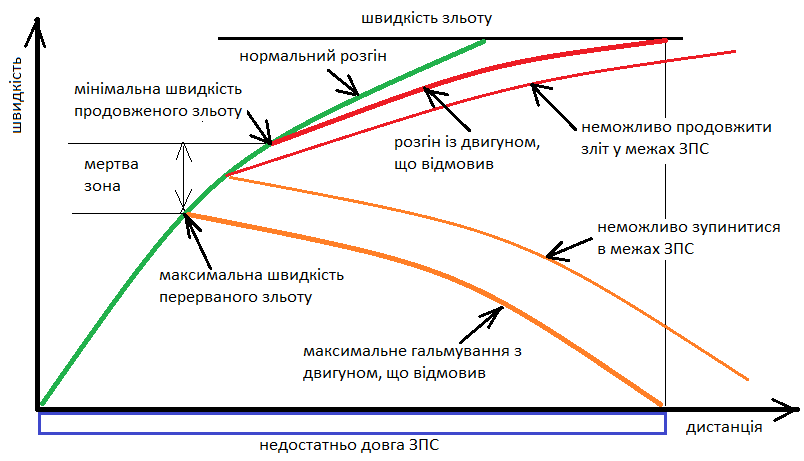
недостатня довжина ЗПС

Якщо ЗПС недостатньо довга, то максимальна швидкість перерваного зльоту може виявитися меншою за мінімальну швидкість продовженого зльоту. У цьому разі виникає ситуація, коли в разі відмови двигуна в проміжку між двома цими швидкостями літак виявляється не в змозі безпечно ні продовжити зліт, ні припинити його (так звана мертва зона) .

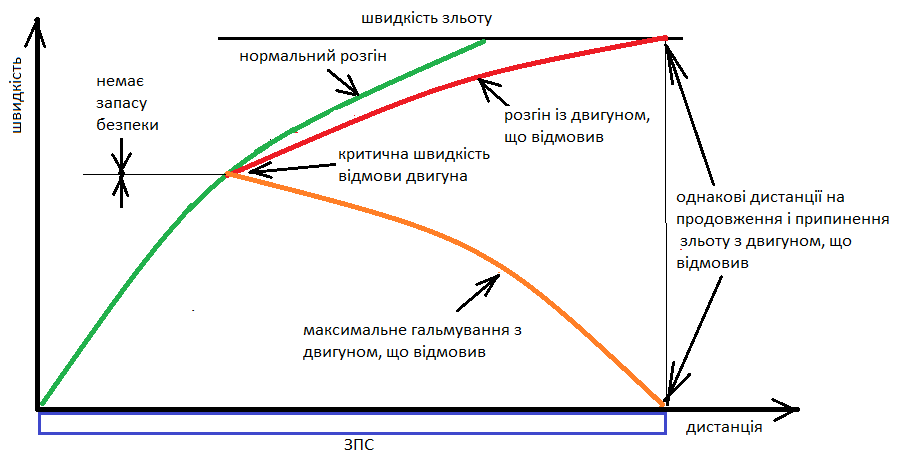
критична швидкість відмови двигуна

### Критична довжина ЗПС
Зліт у таких умовах може бути виконаний тільки за крайньої потреби у воєнний час під час виконання бойового завдання.  У військовій авіації використовується поняття критичної довжини ЗПС (Critical Field Length (CFL)), яке дає змогу однозначно визначити, існує чи ні запас безпеки для зльоту за цих умов. Критична довжина ЗПС - це відстань, яку пройде літак під час розбігу до певної швидкості, на якій у разі відмови двигуна, літаку знадобиться однакова дистанція, як для повної зупинки, так і для продовження зльоту до відриву від ЗПС. Ця розрахункова швидкість називається критична швидкість відмови двигуна (critical engine failure speed (VCEF)). (У наступному розділі буде описано різницю між balanced і unbalanced CFL)
У цивільній авіації під час визначення придатності ЗПС для зльоту в заданих умовах визначають три дистанції: дистанція перерваного зльоту, продовженого зльоту і 115% від дистанції нормального зльоту. Вибирається найбільша з трьох і порівнюється з наявною довжиною ЗПС (CS 25.113 Take-off distance and take-off run та CS 25.109 Accelerate-stop distance).

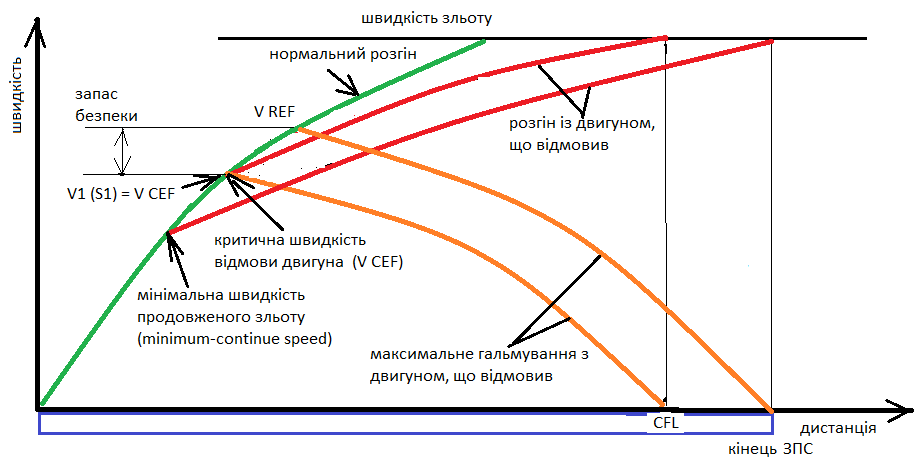
Швидкість прийняття рішення

### Швидкість прийняття рішення
Наступний термін - швидкість прийняття рішення. Ця швидкість (позначається V1 або S1 ) на якій пілот має вирішити: продовжує він зліт чи зупиняє. Зазвичай ця швидкість дорівнює більшій із двох швидкостей: VCEF або мінімальній швидкості керованого руху на землі Vmcg. Якщо швидкість прийняття рішення ( V1 або S1 ) менша за максимальну швидкість припиненого зльоту VREF, як показано на малюнку, то існує зона запасу безпеки, в якій пілот може як продовжити зліт, так і припинити його в межах ЗПС.

### Діапазоншвидкостей прийняття рішення
Усі попередні обговорення можливостей літака стосувалися його фізичних характеристик. Але рішення про те, на якій швидкості змінювати реакцію на відмову двигуна, залежить від пілота або від льотного керівництва, що відповідає за методику. Наприклад, якщо важливо забезпечити хороші характеристики набору висоти/проходу над перешкодами в разі продовження зльоту з двигуном, що відмовив, то є сенс пересунути швидкість прийняття рішення у верхню частину зони безпеки (див. малюнок). У цьому разі точка відриву від ЗПС зміщується вліво (за малюнком), що "підіймає" траєкторію набору висоти.

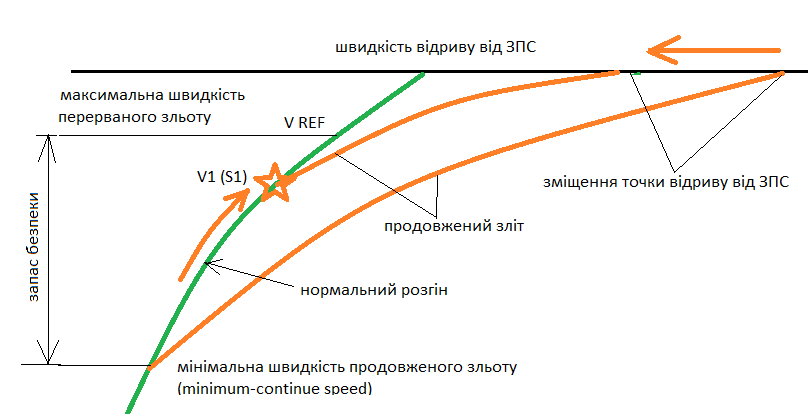
Вибір більш високої V1

У практиці цивільної авіації найчастіше злітну вагу літака обмежують мінімальним градієнтом набору висоти в разі відмови двигуна або прольотом перешкод після зльоту.
На малюнку показано, як вибирається швидкість V1 алгоритмом бортового електронного пристрою.

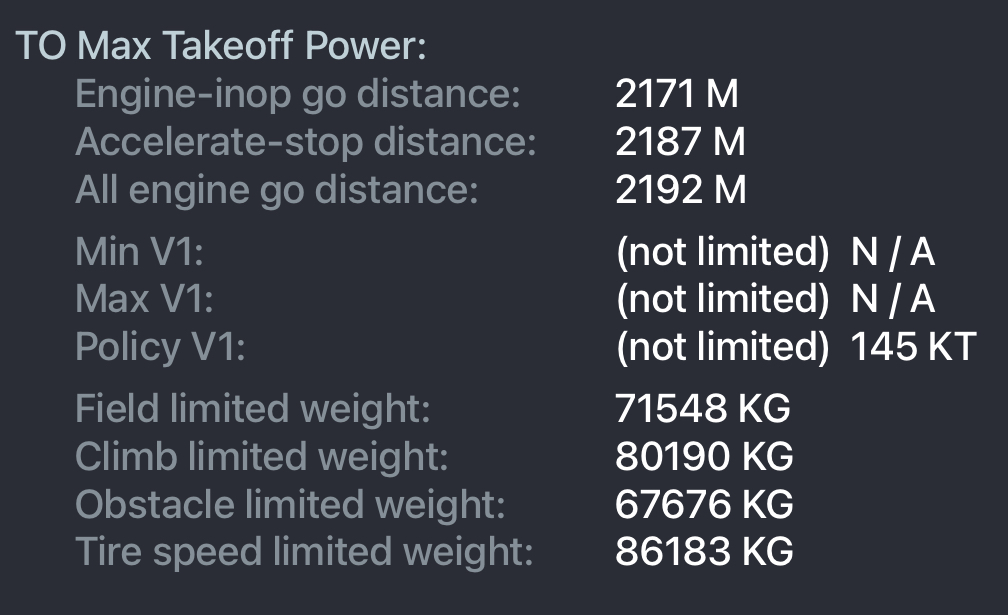
Onboard Performance Tool

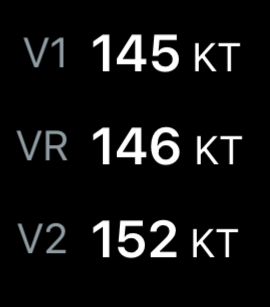
Onboard Perfopmance Tool 2

На малюнку видно, що V1 максимально наближена до швидкості підйому переднього колеса VR, (V2 - це безпечна швидкість зльоту) і що злітна вага обмежена прольотом перешкод після зльоту (Obstacle limited weight).
І, навпаки, якщо перерваний зліт вкрай небажаний, наприклад, через небезпечний рельєф наприкінці ЗПС або погану статистику безпеки цього літака під час перерваних злетів (В-47), то швидкість прийняття рішення можна змістити в нижню частину зони запасу безпеки.

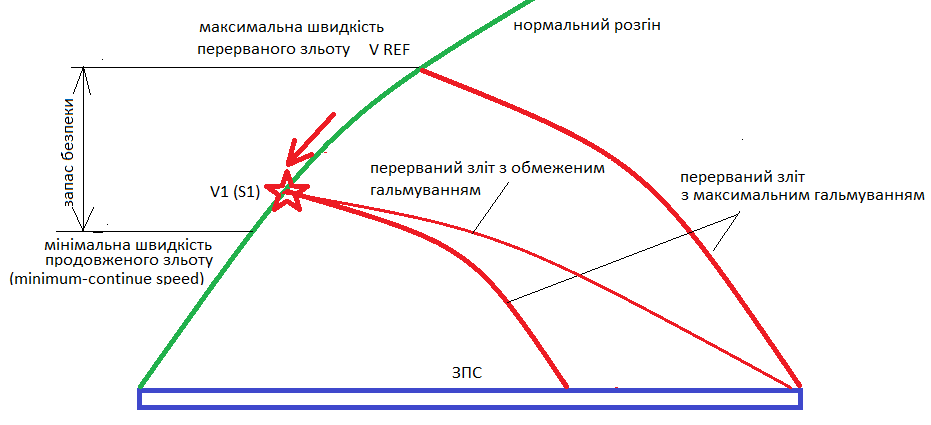
Зсув швидкості V1 в нижню частину зони запасу безпеки

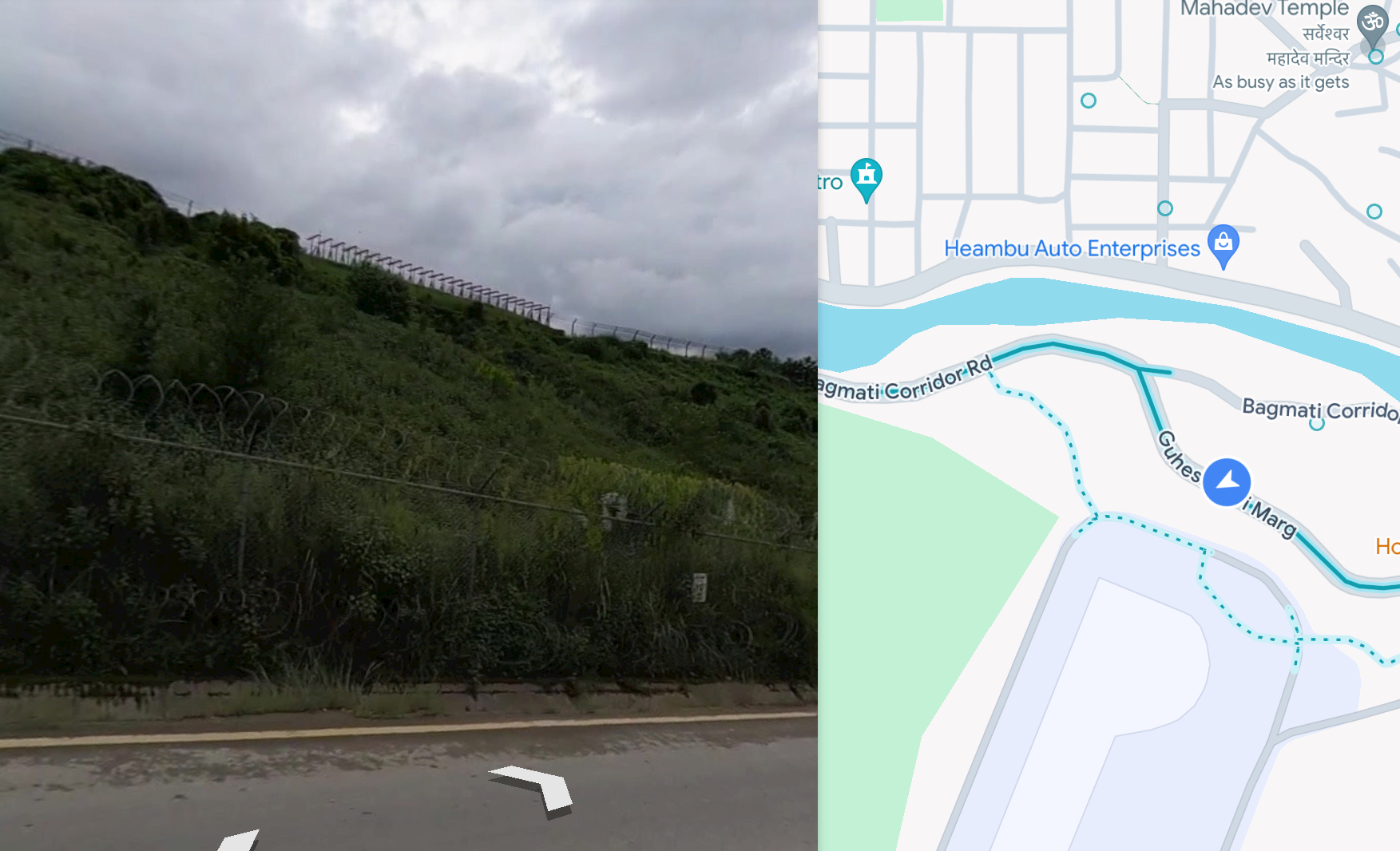
ЗПС 20 VNKT

Як видно з малюнка, зміщення швидкості в нижню частину зони запасу безпеки створює "запас" ЗПС на гальмування, що дає змогу збільшити ймовірність сприятливого результату перерваного зльоту, даючи змогу частково використати гальмівні можливості літака і водночас зупинитися в межах ЗПС. Як наочний приклад наведено вигляд торця ЗПС 20 аеропорту Катманду (VNKT). Очевидно, що викочування за межі ЗПС за такого рельєфу місцевості призведе до катастрофічних наслідків.
Як видно з попередніх міркувань, цивільна авіація завжди під час зльоту має зону запасу безпеки, а отже, завжди існує вибір для швидкості прийняття рішення V1. Але використовувані засоби розрахунку злітних характеристик (Onboard Performance Tool) видають тільки одну цифру. Тому у багатьох пілотів складається враження, що швидкість V1 одна і непорушна, що невірно.
Як було показано, значення V1, що видається OPT, взято з верхньої межі зони запасу безпеки. Як легітимно зменшити V1, якщо вам вкрай небажаний перерваний зліт?
Після закінчення розрахунку зайдіть у розділ Airport info і виберіть там Takeoff Details . Подивіться, яким фактором у вас обмежена злітна вага. Якщо це Climb limited weight, (як зазвичай), то у вас є місце для маневру. Якщо стан ЗПС “dry”, то встановіть “wet” і ви отримаєте зменшення V1 приблизно на 7 вузлів, водночас усі інші цифри в розрахунку залишаться практично незмінними. Також зменшити V1 на пару вузлів можна додатково вибравши в розділі реверсу двигунів “No credit” . Що абсолютно легітимно, оскільки перерваний зліт на сухій ЗПС розраховується без впливу реверсу двигунів. Всі інші цифри розрахунку, крім V1 , залишаться практично незмінними.

## Погіршення керованості літака
Проблеми погіршення керованості поділяються на статичне балансування літака і динамічну протидію відмові двигуна. Динамічний розвиток ситуації виникає через час реакції пілота. Затримка з протидією відмові двигуна призводить до розвитку кутових швидкостей обертання літака, тому приведення літака до стаціонарного врівноваженого стану вимагає, як правило, повних розходів рульових поверхонь.

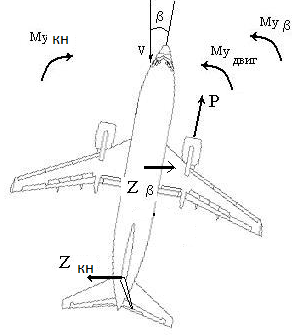
Вид зверху

На малюнку зображено літак з лівим двигуном, що відмовив, у стабільному збалансованому стані. Розгортальний момент від двигуна компенсується моментом від відхиленого керма напрямку, а бічна сила, що виникає на кермі напрямку, компенсується бічною силою, що виникає на фюзеляжі від ковзання. Величина розгортального моменту двигуна залежить від режиму роботи, швидкості та висоти польоту. Решта сил і моментів залежать від швидкості, кута крену (та бічного вітру, якщо літак перебуває на ЗПС).
Розглянемо збалансований стаціонарний стан і рівняння руху, що відповідають цьому стану. Поздовжній рух літака не є критичним у разі відмови двигуна. Літак балансується за кутом атаки стандартною витратою штурвала/ручки керування.
Балансування каналу крену, як правило, не становить проблеми. Хоча бувають винятки, наприклад на літаках, де істотна частина підіймальної сили створюється коштом силового обдування крила (OV-10A). У шляховому каналі момент двигуна, що розвертає, і бічні сили, що виникають під час балансування, компенсуються відхиленням керма напрямку, ковзанням  і бічною складовою сили тяжіння під час крену літака. 
Щоб однозначно визначити потрібні кути відхилення рулів і крен необхідно зафіксувати один із трьох параметрів: крен, ковзання або відхилення керма напрямку.

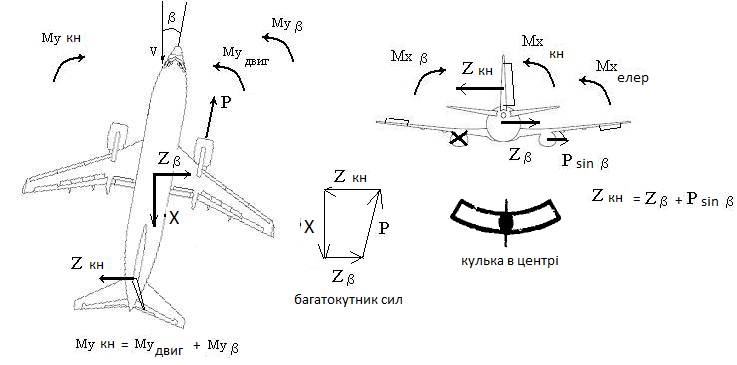
балансування без крену

### Балансування з нульовим креном
Пілот може проконтролювати витримування цього режиму: курс літака не змінюється, "лопатка" покажчика розвороту стоїть вертикально, кулька "покажчика ковзання" перебуває в центрі. Відхиленням педалей пілот утримує літак від розвороту, а відхиленням колеса штурвала (ручки) утримує літак від крену. Як видно з малюнка, нахиляючий момент від відхиленого керма напряму протидіє нахиляючому моменту від ковзання, але через велику поперечну стійкість цього буває недостатньо. Тому колесо штурвала зазвичай відхилене в бік, протилежний педалям. 
Бічна сила, що виникає на кермі напряму, компенсується бічною силою на фюзеляжі від ковзання та бічною складовою сили тяги двигуна стосовно напрямку повітряної швидкості літака.

### Балансування з нульовим ковзанням

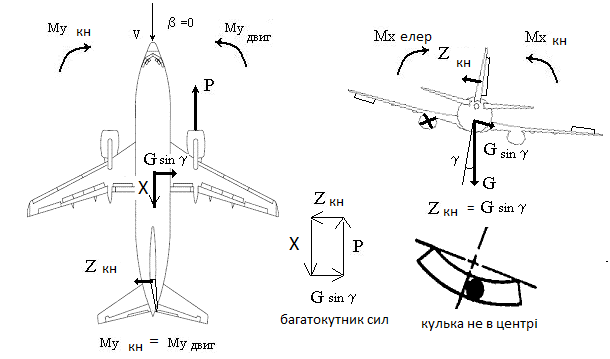
Балансування з нульовим ковзанням

Інший спосіб збалансувати бічну силу на кермі напрямку - створити крен на двигун що працює. При цьому виникне бічна складова сили тяжіння. Літак перебуває в рівновазі з невеликим креном на робочий двигун, постійним курсом і "лопатка" покажчика розвороту стоїть вертикально. Кермо напряму відхилене в той самий бік, як і у випадку з нульовим креном, проте потрібен менший кут відхилення. Кулька на "покажчику ковзання" буде відхилена в бік крену.
Що більша вага літака, то потрібен менший крен для усунення ковзання.
Під час балансування з нульовим ковзанням відсутня бічна сила на фюзеляжі та, відповідно, відсутній опір повітря, викликаний цією силою. Літак має мінімальний опір.

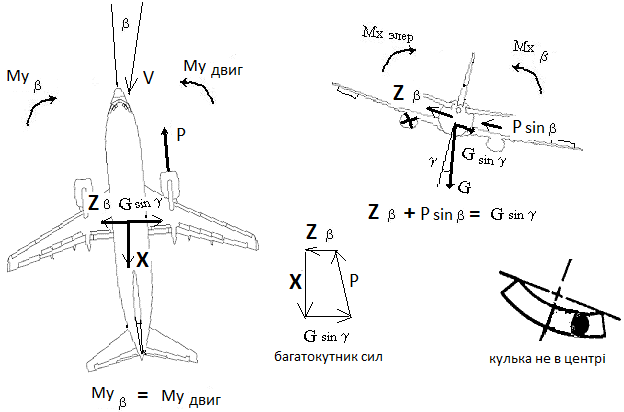
балансування з нульовим зусиллям на кермі напряму

### Балансування з нульовим зусиллям на кермі напрямку
Зусилля на педалях дорівнюють нулю, курс літака постійний, "лопатка" покажчика розвороту стоїть вертикально. Кут крену, необхідний для досягнення цього стану рівноваги, істотно більший за необхідний для польоту без ковзання. Також кулька в "індикаторі ковзання" буде відхилена більше в бік створеного крену.
Ковзання буде на двигун, що працює, і його величина буде істотно більшою за величиною і протилежною за знаком, ніж при балансуванні без крену.
З трьох розглянутих випадків цей варіант балансування створює найбільший опір. Також тут можливий зрив потоку на кілі та втрата шляхового керування через великий кут ковзання.
Для балансування несиметричної тяги існує необмеженою кількість комбінацій крену та відхиленого керма напряму. Однак, для заданого кута крену існує тільки один кут відхилення керма напрямку, що балансує літак.

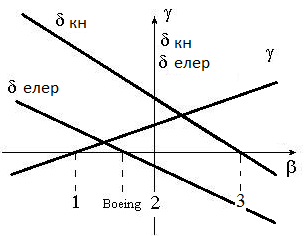
Балансувальна діаграма при несиметричній тязі

У посібнику з пілотування Boeing 737 (FCTM) рекомендовано при відмові двигуна балансувати літак з нульовим відхиленням штурвала по крену. На балансувальній діаграмі представлені три розглянуті схеми балансування, що позначені цифрами в порядку розгляду.
Як видно з діаграми, це положення балансування знаходиться між першим і другим варіантом.
Вибір того чи іншого режиму залежить від запасу тяги та ефективності керма напряму. Якщо немає обмежень, то раціонально здійснювати політ без крену. При малому запасі тяги та обході перешкод після зльоту доцільно виконувати політ без ковзання. При малому запасі керма напрямку (наприклад, підтягування при заході на посадку) можна рекомендувати збільшення крену і створення ковзання на двигун що працює. 
Балансування літака в прямолінійному польоті при зміні тяги вимагає зміни не тільки відхилення керма напрямку, але й кута крену. При збільшенні тяги (наприклад, підтягуванні) необхідно збільшити кут крену, при зменшенні тяги - зменшити крен.

## Мінімальні еволютивні швидкості з керованості

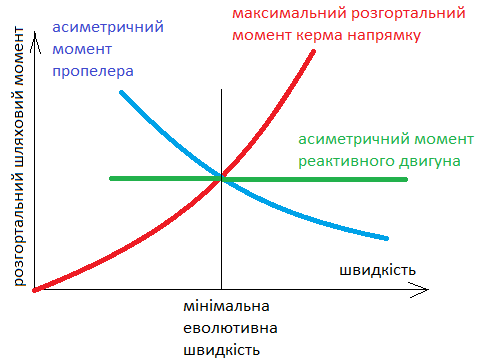
Еволютивна швидкість

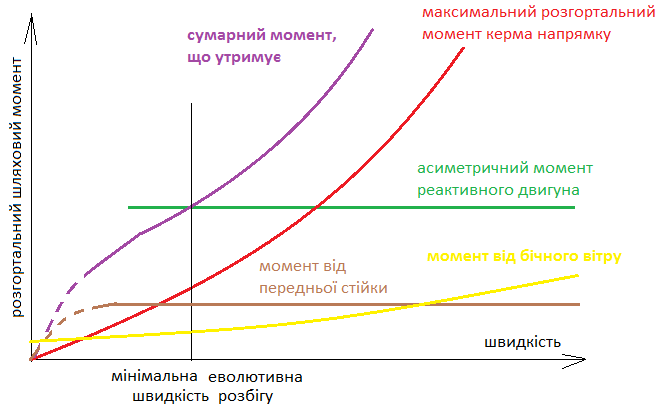
еволютивна швидкість розбігу

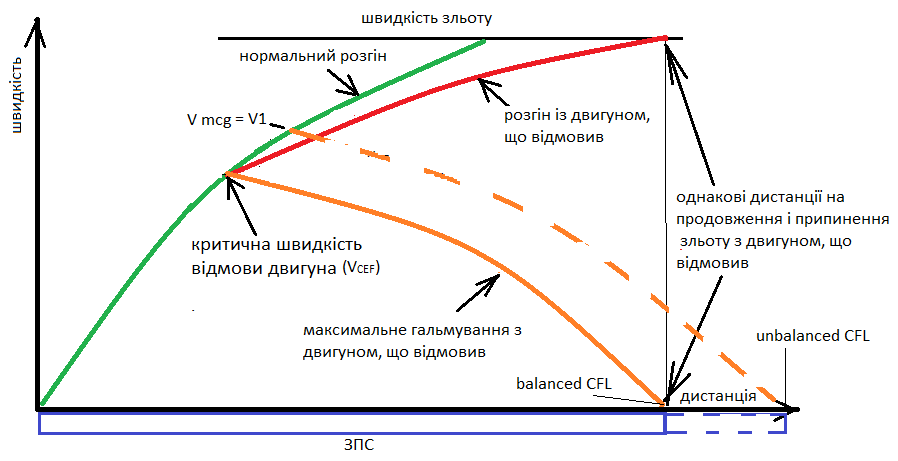
unbalanced CFL

### Мінімальна еволютивна швидкість
При польоті з несиметричною тягою існує мінімальна швидкість нижче за яку утримати літак від розвороту аеродинамічними засобами неможливо (air minimum control speed V mca). У СРСР цю швидкість називали мінімальна еволютивна швидкість, хоча у визначенні швидкості немає жодного слова про еволюції, просто балансування у прямолінійному польоті з креном до 5 градусів.
На даному графіку не показано впливу ковзання. Як було показано вище створення ковзання на двигун що працює допомагає компенсувати розгортальний момент двигуна.
Згідно АВІАЦІЙНІ ПРАВИЛА Частина 23 Безпечна швидкість зльоту V2 не може бути меншою за 1.1 мінімальної еволютивної швидкості.

### Мінімальна еволютивна швидкість розбігу
У визначенні мінімальної еволютивної швидкості розбігу (Ground minimum control speed V mcg) існує істотна відмінність у підходах у військовій та цивільній авіації. У військовій авіації дозволяється враховувати реакцію стійок шасі при утриманні літака на ЗПС при відмові двигуна. У цивільній авіації приймається, що літак балансується тільки аеродинамічними засобами. Розглянемо V mcg у військовій авіації.
Керована передня стійка допомагає протидіяти моменту, що розвертає, колеса основних стійок протидіють бічній силі, бічний вітер може істотно впливати на наявний момент керма напрямку. Якщо бічний вітер з боку двигуна, що відмовив, то кермо напрямку має не повну ефективність, оскільки частина наявного моменту використана на компенсацію шляхової (флюгерної) стійкості літака.
Під час визначення мінімальної довжини ЗПС для зльоту в заданих умовах визначають VCEF. Якщо виявиться що V mcg менше за критичну швидкість відмови двигуна  VCEF, то отримана дистанція буде "balanced". Якщо V mcg виявиться більшим VCEF (дивись Критична довжина ЗПС), то під час розрахунку виникне ситуація, що V1 = V mcg і дистанція перерваного зльоту виявиться більшою за дистанцію продовженого зльоту (unbalanced CFL).

## Дивись також
- Зліт
- Швидкості V
- Мінімальна еволютивна швидкість